# جو لوستيغ
جو لوستيغ (بالإنجليزية: Jo Lustig)‏ هو رائد أعمال أمريكي، ولد في 1925، وتوفي في 1999.